# Bois-Herpin
Pour les articles homonymes, voir Bois (communes).
Bois-Herpin (prononcé [bwa ɛʁpɛ̃] ) est une commune française située dans le département de l'Essonne en région Île-de-France.
Ses habitants sont appelés les Bois-Herpinois.

## Géographie

### Situation

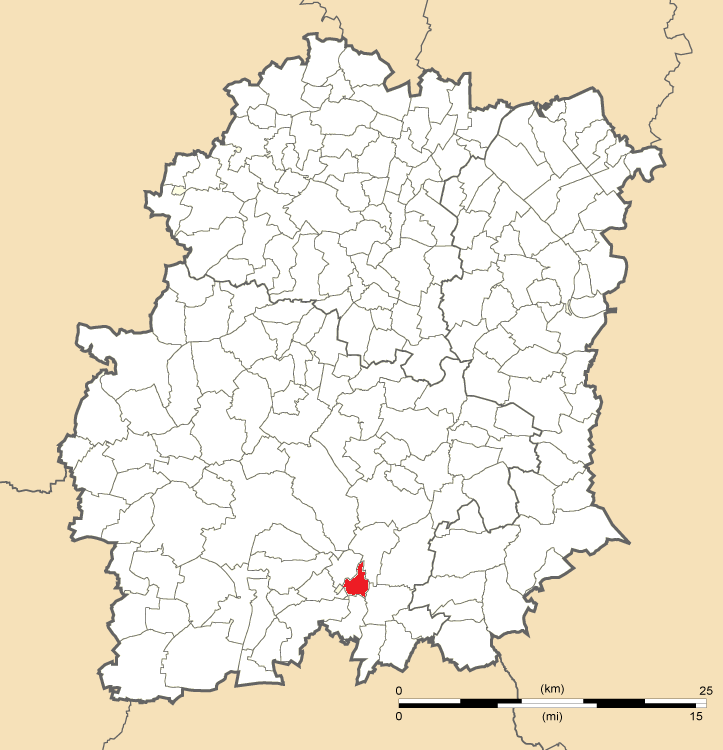
Position de Bois-Herpin en Essonne.

Situé sur la plaine de Beauce, le territoire de la commune est essentiellement rural.
Bois-Herpin est située à cinquante-cinq kilomètres au sud-ouest de Paris-Notre-Dame, point zéro des routes de France, trente-trois kilomètres au sud-ouest d'Évry, neuf kilomètres au sud-est d'Étampes, seize kilomètres au sud-ouest de La Ferté-Alais, dix-sept kilomètres au sud-ouest de Milly-la-Forêt, vingt-quatre kilomètres au sud-est de Dourdan, vingt-cinq kilomètres au sud d'Arpajon, trente kilomètres au sud de Montlhéry, trente-deux kilomètres au sud-ouest de Corbeil-Essonnes, trente-huit kilomètres au sud de Palaiseau.

### Relief et géologie
Le point le plus bas de la commune est situé à quatre-vingt-quatorze mètres d'altitude et le point culminant à cent-quarante-deux mètres.
Le sol est calcaire dans les terres situées au sud, à l'est et à l'ouest, sablonneux dans celles situées au nord.

### Communes limitrophes
|                      | La Forêt-Sainte-Croix | Puiselet-le-Marais |
| Marolles-en-Beauce   | Bois-Herpin           |                    |
| Abbéville-la-Rivière | Roinvilliers          | Mespuits           |

### Lieux-dits et écarts
La commune compte 24 lieux-dits administratifs répertoriés consultables ici.

### Hydrographie
Il n'existe aucun réseau hydrographique de surface.
Comme dans beaucoup de villages de Beauce, une mare y est conservée en état.

### Occupation des sols simplifiée
Le territoire de la commune se compose en 2017 de 97,42 % d'espaces agricoles, forestiers et naturels, 0,62 % d'espaces ouverts artificialisés et 1,97 % d'espaces construits artificialisés.

### Climat
Pour des articles plus généraux, voir Climat de l'Île-de-France et Climat de l'Essonne.
En 2010, le climat de la commune est de type climat océanique dégradé des plaines du Centre et du Nord, selon une étude du CNRS s'appuyant sur une série de données couvrant la période 1971-2000. En 2020, Météo-France publie une typologie des climats de la France métropolitaine dans laquelle la commune est exposée à un climat océanique altéré et est dans la région climatique Sud-ouest du bassin Parisien, caractérisée par une faible pluviométrie, notamment au printemps (120 à 150 mm) et un hiver froid (3,5 °C). 
Pour la période 1971-2000, la température annuelle moyenne est de 10,6 °C, avec une amplitude thermique annuelle de 15,2 °C. Le cumul annuel moyen de précipitations est de 643 mm, avec 10,8 jours de précipitations en janvier et 7,6 jours en juillet. Pour la période 1991-2020, la température moyenne annuelle observée sur la station météorologique la plus proche, située sur la commune de Boigneville à 11 km à vol d'oiseau, est de 11,5 °C et le cumul annuel moyen de précipitations est de 615,6 mm,. Pour l'avenir, les paramètres climatiques de la commune estimés pour 2050 selon différents scénarios d'émission de gaz à effet de serre sont consultables sur un site dédié publié par Météo-France en novembre 2022.

## Urbanisme

### Typologie
Au 1er janvier 2024, Bois-Herpin est catégorisée commune rurale à habitat dispersé, selon la nouvelle grille communale de densité à sept niveaux définie par l'Insee en 2022.
Elle est située hors unité urbaine. Par ailleurs la commune fait partie de l'aire d'attraction de Paris, dont elle est une commune de la couronne,. Cette aire regroupe 1 929 communes,.

## Toponymie
L'origine du nom de Bois-Herpin est peu connue. À sa création en 1793, il s'orthographiait en un seul mot Boisherpin.

## Histoire
L'origine de Bois-Herpin, jadis Bois-Herbin. Ce village faisait partie du gouvernement de l'Orléanais.
On y comptait 16 feux en 1763, 25 en 1789 et 98 habitants en 1812. Elle possédait un château mais rien n'indique à quelle époque précise il a été construit, il n'en reste que les 2 piliers d'entrée et un pigeonnier en ruine.
Son église est sous l'invocation de saint Antoine.

## Politique et administration

### Politique locale
La commune de Bois-Herpin est rattachée au canton d'Étampes, représenté par les conseillers départementaux Marie-Claire Chambaret (DVD) et Guy Crosnier (UMP), à l'arrondissement d’Étampes et à la deuxième circonscription de l'Essonne, représentée par le député Franck Marlin (UMP).
La commune de Bois-Herpin est enregistrée au répertoire des entreprises sous le code SIREN 219 100 757. Son activité est enregistrée sous le code APE 8411Z.

### Liste des maires
| Période                                  | Période  | Identité          | Étiquette | Qualité        |
| ---------------------------------------- | -------- | ----------------- | --------- | -------------- |
| Les données manquantes sont à compléter. |          |                   |           |                |
| 2001                                     | 2014     | Bernard Viron     | DVD       | Agriculteur    |
| 2014                                     | 2017     | Marc Thouément    |           | Démissionnaire |
| 2017                                     | En cours | Évelyne Thouément |           |                |

### Tendances et résultats politiques
Élections présidentielles, résultats des deuxièmes tours :
- Élection présidentielle de 2002 : 74,29 % pour Jacques Chirac (RPR), 25,71 % pour Jean-Marie Le Pen (FN), 83,72 % de participation[32].
- Élection présidentielle de 2007 : 65,96 % pour Nicolas Sarkozy (UMP), 34,04 % pour Ségolène Royal (PS), 94,34 % de participation[33].
- Élection présidentielle de 2012 : 69,77 % pour Nicolas Sarkozy (UMP), 30,23 % pour François Hollande (PS), 90,74 % de participation[34].

Élections législatives, résultats des deuxièmes tours :
- Élections législatives de 2002 : 78,13 % pour Franck Marlin (UMP), 21,88 % pour Gérard Lefranc (PCF), 72,73 % de participation[35].
- Élections législatives de 2007 : 84,21 % pour Franck Marlin (UMP) élu au premier tour, 7,89 % pour Corinne Donzaud (LCR), 73,58 % de participation[36].
- Élections législatives de 2012 : 86,21 % pour Franck Marlin (UMP), 13,79 % pour Béatrice Pèrié (PS), 53,70 % de participation[37].

Élections européennes, résultats des deux meilleurs scores :
- Élections européennes de 2004 : 39,13 % pour Patrick Gaubert (UMP), 26,09 % pour Paul-Marie Coûteaux (MPF), 47,92 % de participation[38].
- Élections européennes de 2009 : 28,00 % pour Michel Barnier (UMP), 20,00 % pour Jérôme Rivière (Libertas), 49,06 % de participation[39].

Élections régionales, résultats des deux meilleurs scores :
- Élections régionales de 2004 : 56,76 % pour Jean-François Copé (UMP), 27,03 % pour Jean-Paul Huchon (PS), 82,98 % de participation[40].
- Élections régionales de 2010 : 70,37 % pour Valérie Pécresse (UMP), 29,63 % pour Jean-Paul Huchon (PS), 51,72 % de participation[41].

Élections cantonales, résultats des deuxièmes tours :
- Élections cantonales de 2004 : 76,92 % pour Franck Marlin (UMP), 23,08 % pour Patrice Chauveau (PCF), 82,98 % de participation[42].
- Élections cantonales de 2011 : 58,33 % pour Guy Crosnier (UMP), 41,67 % pour Jacques Met (FN), 42,37 % de participation[43].

Élections municipales, résultats des deuxièmes tours :
- Élections municipales de 2001 : données manquantes.
- Élections municipales de 2008 : 36 voix pour Bernard Viron (?), 36 voix pour Daniel Viron (?), 67,92 % de participation[44].

Référendums :
- Référendum de 2000 relatif au quinquennat présidentiel : 58,82 % pour le Non, 41,18 % pour le Oui, 45,83 % de participation[45].
- Référendum de 2005 relatif au traité établissant une Constitution pour l'Europe : 71,43 % pour le Non, 28,57 % pour le Oui, 72,92 % de participation[46].

## Population et société

### Démographie

#### Évolution démographique
L'évolution du nombre d'habitants est connue à travers les recensements de la population effectués dans la commune depuis 1793. Pour les communes de moins de 10 000 habitants, une enquête de recensement portant sur toute la population est réalisée tous les cinq ans, les populations de référence des années intermédiaires étant quant à elles estimées par interpolation ou extrapolation. Pour la commune, le premier recensement exhaustif entrant dans le cadre du nouveau dispositif a été réalisé en 2004.

En 2022, la commune comptait 83 habitants, en évolution de +9,21 % par rapport à 2016 (Essonne : +2,89 %, France hors Mayotte : +2,11 %).
| 1793 | 1800 | 1806 | 1821 | 1831 | 1836 | 1841 | 1846 | 1851 |
| ---- | ---- | ---- | ---- | ---- | ---- | ---- | ---- | ---- |
| 113  | 106  | 102  | 105  | 124  | 114  | 104  | 88   | 95   |

| 1856 | 1861 | 1866 | 1872 | 1876 | 1881 | 1886 | 1891 | 1896 |
| ---- | ---- | ---- | ---- | ---- | ---- | ---- | ---- | ---- |
| 80   | 88   | 89   | 73   | 80   | 78   | 76   | 75   | 72   |

| 1901 | 1906 | 1911 | 1921 | 1926 | 1931 | 1936 | 1946 | 1954 |
| ---- | ---- | ---- | ---- | ---- | ---- | ---- | ---- | ---- |
| 78   | 80   | 77   | 60   | 62   | 58   | 57   | 58   | 58   |

| 1962 | 1968 | 1975 | 1982 | 1990 | 1999 | 2004 | 2006 | 2009 |
| ---- | ---- | ---- | ---- | ---- | ---- | ---- | ---- | ---- |
| 48   | 46   | 47   | 53   | 59   | 57   | 71   | 78   | 73   |

| 2014 | 2019 | 2022 | - | - | - | - | - | - |
| ---- | ---- | ---- | - | - | - | - | - | - |
| 76   | 80   | 83   | - | - | - | - | - | - |

#### Pyramide des âges
En 2018, le taux de personnes d'un âge inférieur à 30 ans s'élève à 37,5 %, soit en dessous de la moyenne départementale (39,9 %). À l'inverse, le taux de personnes d'âge supérieur à 60 ans est de 23,8 % la même année, alors qu'il est de 20,1 % au niveau départemental.
En 2018, la commune comptait 44 hommes pour 35 femmes, soit un taux de 55,70 % d'hommes, largement supérieur au taux départemental (48,98 %).
Les pyramides des âges de la commune et du département s'établissent comme suit.
| Hommes | Classe d’âge | Femmes |
| ------ | ------------ | ------ |
| 0,0    | 90 ou +      | 0,0    |
| 2,2    | 75-89 ans    | 2,9    |
| 20,0   | 60-74 ans    | 22,9   |
| 17,8   | 45-59 ans    | 22,9   |
| 15,6   | 30-44 ans    | 22,9   |
| 15,6   | 15-29 ans    | 8,6    |
| 28,9   | 0-14 ans     | 20,0   |

| Hommes | Classe d’âge | Femmes |
| ------ | ------------ | ------ |
| 0,5    | 90 ou +      | 1,4    |
| 5,4    | 75-89 ans    | 7,2    |
| 12,9   | 60-74 ans    | 13,9   |
| 20     | 45-59 ans    | 19,4   |
| 19,9   | 30-44 ans    | 20,1   |
| 20     | 15-29 ans    | 18,2   |
| 21,3   | 0-14 ans     | 19,8   |

### Enseignement
Les établissements scolaires de Bois-Herpin dépendent de l'académie de Versailles. Elle dispose d'une école élémentaire publique.

### Lieux de culte

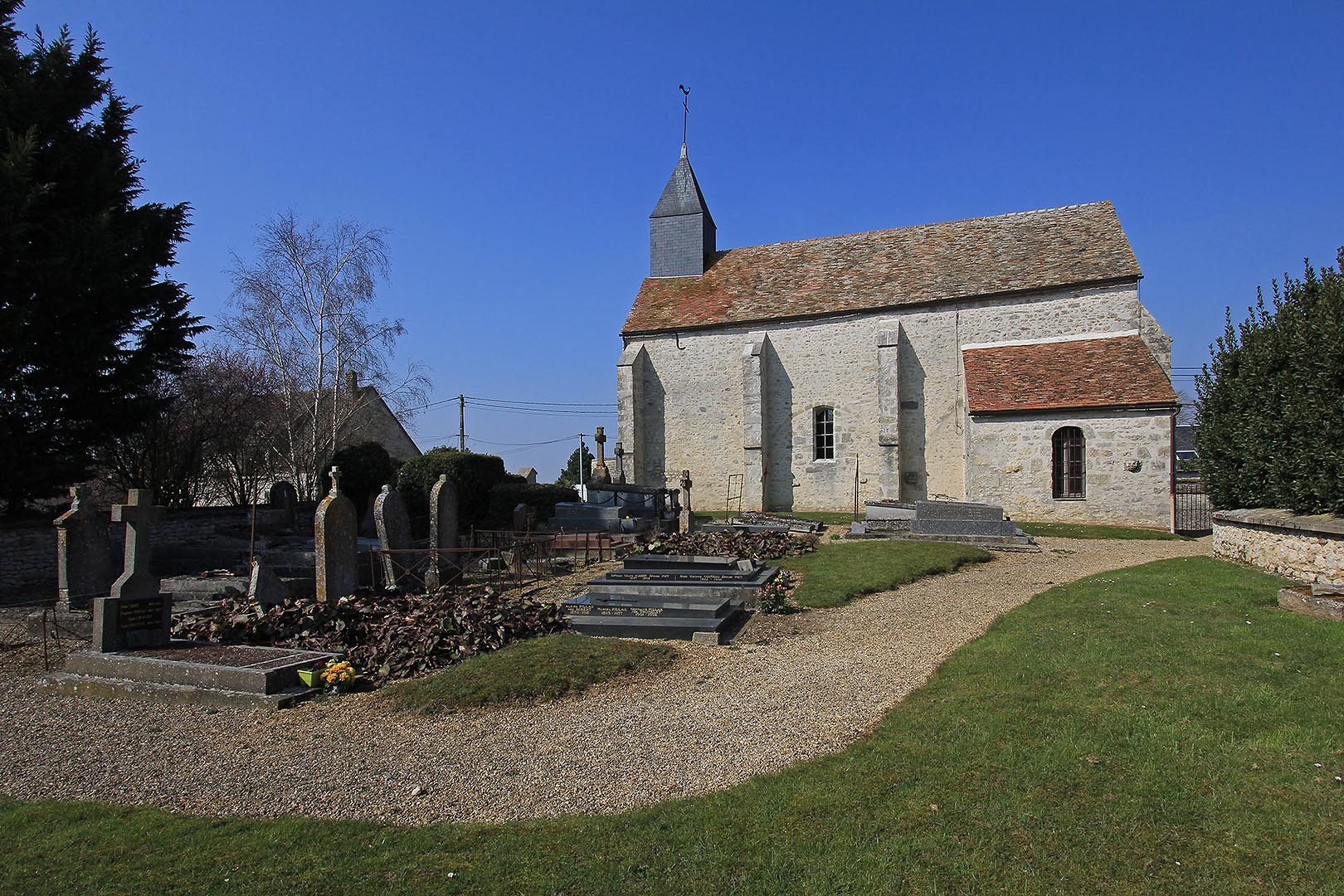
Église de Bois-Herpin.

La paroisse catholique de Bois-Herpin dépend du secteur pastoral de Saint-Michel-de-Beauce-Étampes et du diocèse d'Évry-Corbeil-Essonnes. Elle dispose de l'église Saint-Antoine.

### Médias
L'hebdomadaire Le Républicain relate les informations locales. La commune est en outre dans le bassin d'émission des chaînes de télévision France 3 Paris Île-de-France Centre, IDF1 et Téléssonne intégré à Télif.

## Économie
- Exploitations agricoles.

### Emplois, revenus et niveau de vie (2006)
| Répartition des emplois par catégories socioprofessionnelles en 2006. |              |                                           |                                                   |                            |                          |                           |
|                                                                       | Agriculteurs | Artisans, commerçants, chefs d’entreprise | Cadres et professions intellectuelles supérieures | Professions intermédiaires | Employés                 | Ouvriers                  |
| Bois-Herpin                                                           | -            | -                                         | -                                                 | -                          | -                        | -                         |
| Zone d’emploi d’Étampes                                               | 1,8 %        | 6,2 %                                     | 15,1 %                                            | 24,9 %                     | 27,2 %                   | 24,8 %                    |
| Moyenne nationale                                                     | 2,2 %        | 6,0 %                                     | 15,4 %                                            | 24,6 %                     | 28,7 %                   | 23,2 %                    |
| Répartition des emplois par secteurs d’activités en 2006.             |              |                                           |                                                   |                            |                          |                           |
|                                                                       | Agriculture  | Industrie                                 | Construction                                      | Commerce                   | Services aux entreprises | Services aux particuliers |
| Bois-Herpin                                                           | -            | -                                         | -                                                 | -                          | -                        | -                         |
| Zone d’emploi d’Étampes                                               | 2,9 %        | 16,1 %                                    | 6,7 %                                             | 14,8 %                     | 9,2 %                    | 5,8 %                     |
| Moyenne nationale                                                     | 3,5 %        | 15,2 %                                    | 6,4 %                                             | 13,3 %                     | 13,3 %                   | 7,6 %                     |
| Sources : Insee,                                                      |              |                                           |                                                   |                            |                          |                           |

## Culture locale et patrimoine

### Patrimoine environnemental
Les bois au nord du territoire et la pelouse calcaire à l'est ont été recensés au titre des espaces naturels sensibles par le conseil départemental de l'Essonne.

### Lieux et monuments
- Église Saint-Antoine.

## voir aussi